# Pattinaggio su ghiaccio

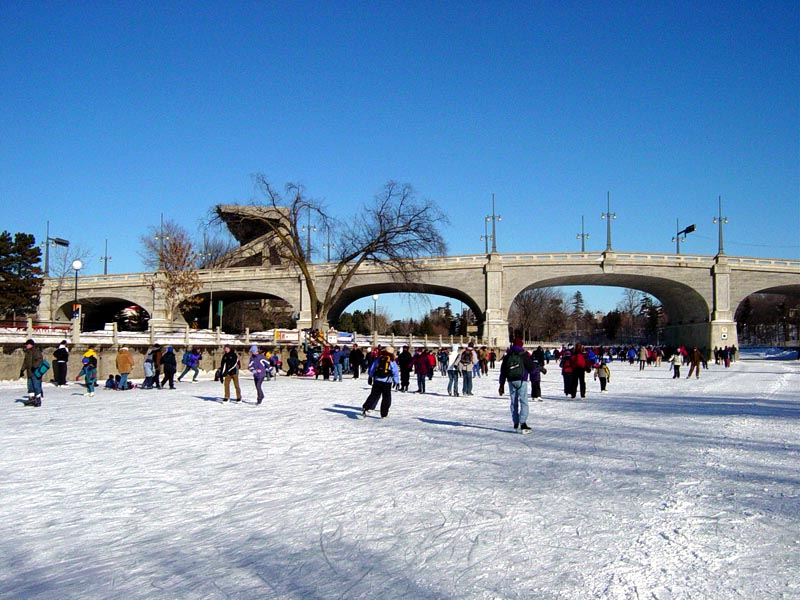
Pattinaggio su un canale ghiacciato, Ottawa, Canada

Il pattinaggio su ghiaccio è l'azione di muoversi sul ghiaccio usando appositi pattini, che consistono in strette lame (a volte dal profilo parabolico) agganciate ad apposite scarpe (o, in tempi antichi, legate alle scarpe normali).
Nei paesi dal clima sufficientemente rigido, è possibile praticarlo all'aperto, sulla superficie di laghi, fiumi e canali sulla cui superficie si sia formato uno strato di ghiaccio abbastanza spesso e robusto da sostenere il peso dei pattinatori. In tale caso il pattinaggio sul ghiaccio può essere utilizzato come un vero e proprio metodo di trasporto, soprattutto nelle zone in cui nella stagione fredda gli altri mezzi di trasporto e le altre vie di comunicazione sono difficilmente praticabili.
Inoltre il pattinaggio su ghiaccio è uno sport a tutti gli effetti e come tale alcune discipline vengono praticate a livello olimpionico. 
Per questi scopi è praticato sul ghiaccio di strutture appositamente costruite, denominate palazzetti, all'interno dei quali si può assistere a gare o spettacoli. Tali strutture, solitamente dette palazzetti del ghiaccio, sono chiuse e il ghiaccio è prodotto e mantenuto attraverso sistemi di refrigerazione. Hanno quindi il vantaggio di poter essere realizzate in qualunque parte del mondo.

Alcuni sport relativi al pattinaggio sul ghiaccio sono sport olimpici.

## Storia

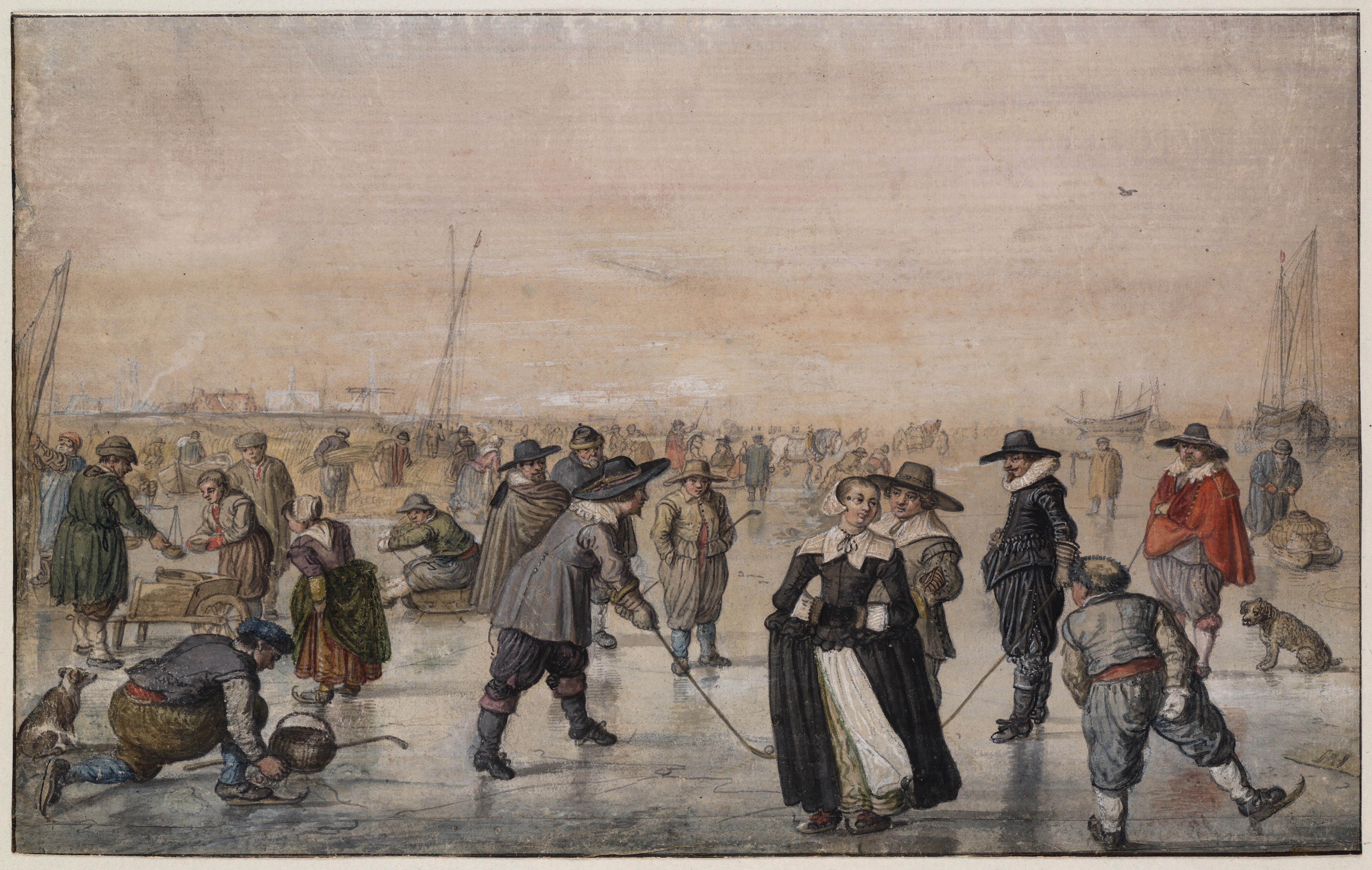
Una scena di pattinaggio nel XVI secolo, da un quadro del pittore Avercamp

Si ritiene che il pattinaggio su ghiaccio abbia avuto origine attorno al 300 a.C. nei paesi scandinavi e nell'estremo nord-est europeo con pattini e lame di osso di bue o di una particolare razza di cavalli. I pattini erano un mezzo di trasporto efficace sulle superfici ghiacciate di laghi e fiumi, ma paragonati con gli attrezzi odierni non erano molto efficienti tant'è che il pattinatore si aiutava con un bastone per darsi la spinta e mantenere l'equilibrio.

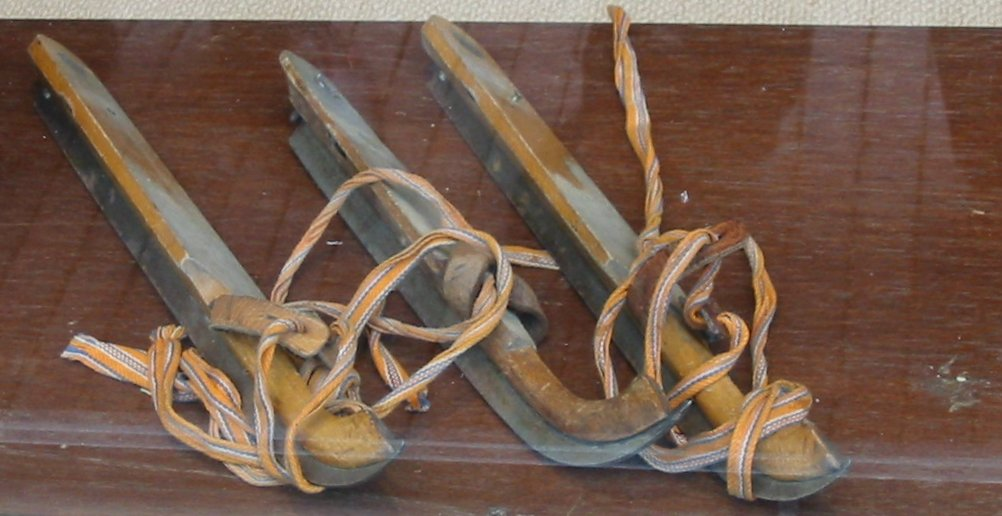
Pattini olandesi d'epoca, in legno

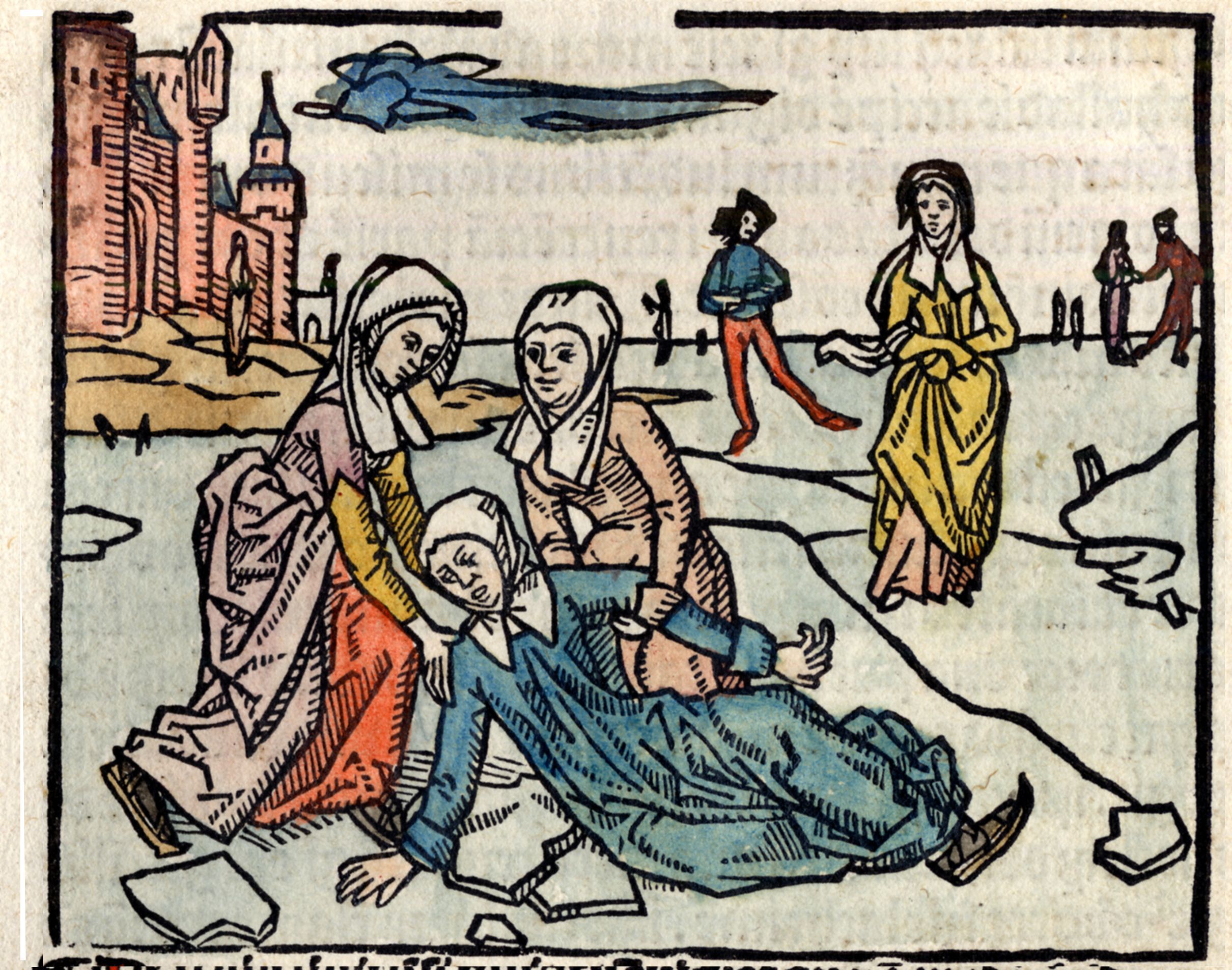
Santa Liduina cadde pattinando nel 1500

Pattinare sui canali ghiacciati con pattini di legno si diffuse particolarmente nei Paesi Bassi sin dalla fine del 1300. Lo testimonia l'opera "Vita alme virginis Lydwine" di Johannem Brugman, che narra la vita di santa Liduina di Schiedam paralizzata a causa di una caduta sui pattini e per questo eletta a patrona dei pattinatori.
Attorno al 1585, durante l'esilio in Olanda del re inglese Carlo II, suo figlio James duca di Monmouth si impratichisce di pattinaggio e al suo rientro in patria diffonde il nuovo sport presso l'aristocrazia inglese.
Il pattinaggio su ghiaccio raggiungerà diffusione internazionale nel corso del XVIII secolo.

## Regolamento
Il pattinaggio sul ghiaccio è reso possibile dal ridottissimo attrito tra la superficie del ghiaccio e la lama metallica del pattino. Il pattinatore tuttavia può controllare il proprio movimento attraverso minime inclinazioni della lama durante il moto. Nel pattinaggio artistico, i pattinatori svolgono movimenti, salti, trottole e passi per formare una "coreografia" chiamata solitamente programma, numero, disco, danza. I salti esistenti sono:
L'axel, il salchow, il toeloop, il rittberger, il flip e il lutz. Si possono svolgere semplici, doppi, tripli, e quadrupli. Le gare per i ragazzi sono divise in tre categorie: interregionali, nazionali, élite.
In una competizione vengono giudicati i vari modi di eseguire il salto, prendendo in considerazione l'entrata, lo svolgimento e il finale.
Si possono anche eseguire combinazioni a piacimento, ad esempio un salto puntato con un salto non puntato oppure due salti dello stesso tipo.
Solitamente i salti secondari usati per completare combinazioni sono il toeloop e il rittberger. Per ogni salto vengono assegnati dei precisi punti, così come per ogni combinazione. Il salto può ricevere le seguenti valutazioni: -5 se è sbagliato completamente oppure è caduto; -3 se viene eseguito male, con piccole imperfezioni; -1 se viene fatta qualche sbavatura; 0 se è pulito ma non spettacolare; +1 se gli viene conferito qualcosa in più rispetto alla norma; +3 se è alto, scorrevole, veloce e pulito; +5 se è davvero bellissimo.
Le trottole sono dei "giri" su sé stessi eseguibili in moltissimi modi differenti. Alcuni di questi sono la sitz (seduta), la waget (angelo) oppure una semplice in piedi e costituiscono le tre posizioni base.
Solitamente in un programma libero vengono completate tre trottole, una saltata, una rovesciata e una combinata. Una trottola di base, semplice, senza variazioni o cambi di piedi vale 1. Più si aggiungono difficoltà  più ne aumenta il livello, fino ad arrivare a un massimo di 4. Bisogna però prestare attenzione al fatto che il livello di difficoltà non è necessariamente legato alla valutazione: infatti può essere meglio eseguire una trottola semplice, prendendo un punteggio non molto alto, piuttosto che azzardarne una da livello 4 sbagliandola e facendo scendere il punteggio.

## Specialità sportive
- Pattinaggio di figura - pattinaggio artistico, pairs, danza e sincronizzato
- Pattinaggio di velocità - corsa
- Short track - corsa su pista corta (stesso impianto del pattinaggio di figura)

## Altri sport coi pattini sul ghiaccio
- Hockey su ghiaccio
- Pattinaggio a vela sul ghiaccio - i pattinatori sfruttano la propulsione del vento impugnando una vela